# 325. jadralni pehotni polk (ZDA)
Za druge 325. polke glej 325. polk.
325. jadralni pehotni polk (izvirno angleško 325th Glider Infantry Regiment; kratica 325. GIR) je bila zračnopristajalna enota Kopenske vojske Združenih držav Amerike.

## Zgodovina
Polk je bil ustanovljen 15. avgusta 1942 s preoblikovanjem 325. pehotnega polka. Oktobra istega leta je bil polk premeščen v Fort Bragg in aprila 1943 je prišel v Severno Afriko.